# Mackinac County
Mackinac County är ett administrativt område i delstaten Michigan, USA. År 2010 hade county 11 113 invånare. Den administrativa huvudorten (county seat) är St. Ignace. 

## Geografi
Enligt United States Census Bureau har countyt en total area på 5 440 km². 2 646 km² av den arean är land och 2 794 km² är vatten.   

### Angränsande countyn
- Chippewa County - nordost, öster
- Presque Isle County - sydöstra
- Cheboygan County - söder
- Emmet County - söder
- Charlevoix County - sydväst
- Schoolcraft County - väst
- Luce County - nordväst